# Xuân này con không về
"Xuân này con không về" là bài hát nhạc vàng nổi tiếng do bộ 3 nhạc sĩ Trịnh Lâm Ngân sáng tác trong khoảng thập niên 1960. Bài hát này gắn liền với tên tuổi của ca sĩ Duy Khánh đến mức có lúc người ta tưởng ông là tác giả của ca khúc.

## Hoàn cảnh sáng tác
Bài hát được sáng tác vào mùa xuân năm 1969, mở đầu cho một loạt những bài hát viết về tâm trạng người lính trong mùa xuân của Trịnh Lâm Ngân. Nhân vật chính đang trong thời chiến, phải đóng quân xa nhà, nhưng nhớ nhà, nhớ mẹ và nhớ nhung từng mùa xuân thanh bình trước ở quê nhà với cảnh cả nhà quây quần canh nấu nồi bánh chưng, nghe tiếng pháo giao thừa,...
Những bài được coi là phần tiếp theo của ca khúc này là Xuân này con về mẹ ở đâu, Xuân nào con sẽ về đều được ra đời ở hải ngoại, nhưng không nổi tiếng bằng.
Bài hát thường được phát trên sóng phát thanh miền Nam Việt Nam vào dịp đầu xuân cho đến tận năm 1975.
Sau năm sự kiện 30 tháng 4 năm 1975, bài hát bị cấm lưu hành, chung số phận với nhiều tác phẩm ca nhạc, văn học phát triển trong chế độ Việt Nam Cộng hòa. Hiện tại, bài hát thường được trình diễn ở các chương trình ca nhạc của người Việt tại hải ngoại hoặc các buổi biểu diễn không chính thức tại Việt Nam hoặc lan truyền qua các nền tảng internet.
Mùa tết năm 2025, giữa thị trường nhạc Tết sôi động, một phiên bản karaoke của bài nhạc này lại có lúc trở thành top trending với vị trí thứ 6, nói lên tâm trạng những người ăn tết xa nhà xa quê.

## Ca sĩ thể hiện
Bài hát gắn liền với giọng ca Duy Khánh, nhưng ngoài ra còn được hát bởi các ca sĩ khác như Chế Linh, Elvis Phương, Duy Quang,... và các ca sĩ trẻ như Trường Vũ, Quang Lê, Đặng Thế Luân, Đan Nguyên, Anh Khang, Mai Thanh Sơn và gần đây nhất là ca sĩ trẻ Thùy Chi trong nước.